# Andreea Părăluță
Andreea Părăluță (Craiova, 27 novembre 1994) è una calciatrice rumena, portiere del Fortuna Hjørring e della nazionale rumena.

## Carriera

### Club
Dopo aver vestito per una stagione la maglia del Târgoviște, all'età di 14 anni Părăluță si trasferisce al Târgu Mureș giocando inizialmente nella formazione giovanile per poi essere aggregata, dall'estate del 2010, alla prima squadra che disputa la Liga 1, livello di vertice del campionato rumeno femminile di calcio. Sempre in quella stagione avviene anche il suo debutto in UEFA Women's Champions League, nel turno preliminare di qualificazione alla stagione 2010-2011, quando il 17 agosto 2010 è portiere titolare nell'incontro perso 5-1 con le francesi dello FCF Juvisy. In quell'occasione difende la porta della sua squadra in tutti i tre incontri della fase, dove con due sconfitte a la sola vittoria con le estoni del Levadia Tallinn non riesce a passare il turno.
Il 19 dicembre 2011, è stata nominata miglior giovane portiere nel contesto del "Pomul de Crăciun al Centrului de Copii și Juniori" gekürt. Rimane legata alla società fino al termine della stagione 2015-2016, riuscendo in quest'ultima a condividere con le compagne la conquista della Coppa di Romania.
Durante il calciomercato estivo 2016 coglie l'occasione per disputare il suo primo campionato all'estero, decidendo di sottoscrivere un accordo con l'Atlético Madrid nel ruolo della vice del portiere titolare, Dolores Gallardo. Benché Gallardo le offra pochi spazi, nelle due stagioni con las Colchoneras, il tecnico Ángel Villacampa la impiega complessivamente in 11 incontri di campionato, condividendo in quel periodo i successi della squadra che conquista due titoli di Campione di Spagna consecutivi, nei campionati 2016-2017 e 2017-2018, e la Coppa della Regina 2016.
Nell'estate 2018 decide di trasferirsi al Levante, che le offre il ruolo di portiere titolare per la stagione entrante. All'inizio del 2024 si è trasferita al Fortuna Hjørring, militante nella massima serie del campionato danese.

### Nazionale
Nel 2010, nemmeno quattordicenne, Părăluță inizia ad essere chiamata dalla Federazione calcistica della Romania (FRF) per indossare la maglia della formazione Under-17 in occasione delle qualificazioni all'Europeo di categoria, tuttavia quello stesso anno è già aggregata alla Under-19, anche in questo caso disputando le qualificazioni all'Europeo di Italia 2011, marcando 2 presenze nella primo turno e dove la sua nazionale non riesce ad essere competitiva finendo all'ultimo posto del girone e non riuscendo ad accedere alla fase élite. Părăluță rimane in quota con la U-19 ancora per disputare le qualificazioni ai due successivi Europei di categoria, Turchia 2012, dove condivide con le compagne il primo accesso della formazione a una fase finale della competizione continentale, e Galles 2013.
Nel frattempo, nell'agosto 2010, la CT della nazionale maggiore Maria Delicoiu decide di inserirla in rosa come riserva dell'esperta Mirela Ganea negli incontri con Ucraina e Ungheria validi per le qualificazioni del gruppo 4 della zona UEFA al Mondiale di Germania 2011, entrambi persi, dove però rimane in panchina a disposizione del tecnico. Per il debutto deve attendere l'anno successivo, con la Turchia il 27 ottobre 2011, quando nell'incontro di qualificazione all'Europeo di Svezia 2013 Delicoiu al 64' chiede il cambio con la titolare Ganea quando il risultato era già sul 5-1 in favore delle rumene, partita che sarebbe poi terminata 7-1.

## Palmarès

### Club
- Campionato spagnolo: 2

Atlético Madrid: 2016-2017, 2017-2018
- Campionato danese: 1

Fortuna Hjørring: 2024-2025
- Coppa della Regina: 1

Atlético Madrid: 2016
- Coppa di Romania femminile: 1

Târgu Mureș: 2015-2016

### Individuale
- Premio AFAN per il miglior calciatore rumeno: 1

2015